# Бирюч (Валуйский район)
Бирюч — село в Валуйском районе Белгородской области России. Является административным центром Бирючанского сельского поселения.

## География
Село расположено в юго-восточной части Белгородской области, в верховье речки Козинки, у истока одного из её малых левых притоков, близ границы с Украиной, в 23 км по прямой к западу от районного центра, города Валуек.

## История

### Происхождение названия
Хутор Бирюч, предположительно, получил свое название по оврагу Бирюч. Согласно словарю В.И. Даля: «Бирючий — дикий, гремучий».

### Исторический очерк
В 1859 году — Валуйского уезда «деревня казенная Бирюч при колодцах» «между проселочными трактами на города Харьков и Старый Оскол» — 57 дворов.
В начале XX века в Казинской волости Валуйского уезда — «при овраге Бирюч» — была деревня Бирючья — 81 двор, 2 общественных и торговое здания, винная лавка.
В 1932 году в списке населенных пунктов Казначеевского сельского совета Уразовского района ЦЧО — хутор Бирюч.
С 1960-х годов хутор — уже в Валуйском районе и сам являлся центром сельсовета из 4 хуторов и села Старый Хутор.
В 1997 году село Бирюч — центр Бирючанского сельского округа (2 села, 2 хутора) в Валуйском районе.
8 октября 2022 года село Бирюч подверглось обстрелу со стороны Украины. По заявлению губернатора Белгородской области Вячеслава Гладкова, пострадал 1 человек.

## Население
В 1859 году в деревне Бирюче — 442 жителя (223 мужского и 219 женского пола).
В 1900-х годах в деревне Бирючьей — 713 жителей (340 мужчин и 373 женщины).
В 1932 году на хуторе Бирюче — 865 жителей.
В 1979 году в Бирюче жило 336 человек, в 1989 году — 293 (130 мужчин, 163 женщины).
В 1997 году в Бирюче 103 хозяйства, 283 жителя.
| 1859 | 1897 | 2002 | 2010 |
| ---- | ---- | ---- | ---- |
| 442  | ↗713 | ↘249 | ↘221 |